# Balbinus

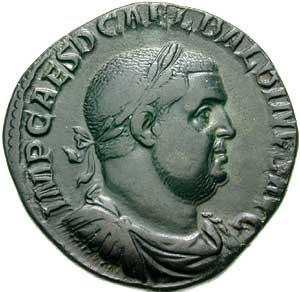
Đồng tiền xu Sestertius của Balbinus.

Balbinus (tiếng Latinh: Decimus Caelius Calvinus Balbinus Pius Augustus; 165 – 238), là Hoàng đế La Mã với Pupienus trong ba tháng vào năm 238, năm của sáu vị Hoàng đế.

## Thiếu thời
Hầu như không biết gì nhiều về cuộc đời của Balbinus trước khi ông được chọn làm hoàng đế. Có tài liệu phỏng đoán rằng ông là hậu duệ của Publius Coelius Balbinus Vibullius Pius, chấp chính quan vào năm 136 hoặc 137 và vợ là Aquilia. Nếu điều này là thật thì ông cũng có liên quan đến gia đình của Quintus Pompeius Falco, một gia tộc đã cung cấp cho triều đình nhiều chính trị gia giữ chức chấp chính quan trong suốt thế kỷ thứ 3, cùng nhiều chính trị gia, công trình sư và nhà văn Julius Frontinus của thế kỷ thứ 1, cũng như một hậu duệ của một người anh em họ đầu tiên của Hoàng đế Trajan. Ông vốn xuất thân là một quý tộc từ khi sinh ra và là con trai (hoặc bằng cách sinh hoặc con nuôi) của Caelius Calvinus, đại sứ Cappadocia vào năm 184. Ông còn là một trong những thầy tế cấp bậc Salii thờ thần Mars. Theo Herodianus thì ông từng là tỉnh trưởng, nhưng danh sách bảy tỉnh được đưa ra trong Historia Augusta, cũng như các bản tuyên bố rằng Balbinus từng là thống đốc tỉnh của cả châu Á và châu Phi. Ông chắc chắn đã từng giữ chức chấp chính quan hai lần; lần đầu giữ chức thì không được rõ nhưng cho là vào khoảng năm 203 hoặc tháng 7 năm 211; lần hai là vào năm 213 cùng với Caracalla, cho thấy ông rất mực ủng hộ hoàng đế và nhận được nhiều ân sủng.

## Triều đại
Theo nhà sử học Edward Gibbon (như sự mô tả từ bài tường thuật của Herodianus và trong cuốn Historia Augusta): 
Balbinus là một nhà hùng biện được mến mộ, một nhà thơ nổi tiếng cá biệt và là một thẩm phán khôn ngoan, người đã thi hành với sự ngây thơ và hoan nghênh thẩm quyền dân sự ở hầu hết các tỉnh bên trong của đế quốc. Dòng dõi cao quý, tài sản giàu có, lối cư xử hào phóng và niềm nở. Ở ông hiện lên niềm say mê yêu thích khoái lạc đã được sửa lại bởi một ý thức về phẩm giá, cũng như không có thói quen bị ràng buộc đã lấy đi của ông năng lực làm việc. (...) Cả hai người [Pupienus và Balbinus] đều từng là chấp chính quan (Balbinus đã hai lần được vinh dự giữ chức vụ danh giá này), cả hai đều có tên trong hai mươi phụ tá của Viện Nguyên lão và, kể từ khi một người đã sáu mươi tuổi và người kìa thì bảy mươi bốn tuổi, họ đều có cả sự trưởng thành đầy đủ về tuổi tác lẫn kinh nghiệm.
Khi Gordianus I và con trai của ông tự xưng là Hoàng đế ở Africa, Viện nguyên lão đã bổ nhiệm một ủy ban gồm hai mươi người, bao gồm cả nghị viên già Pupienus phối hợp các hoạt động chống lại Maximinus Thrax cho tới khi Gordianus về đến. Khi nghe tin về thất bại và cái chết của cha con nhà Gordianus, Viện Nguyên lão đã tổ chức một phiên họp kín trong ngôi đền thờ thần Jupiter Capitolinus và bầu chọn hai thành viên của ủy ban làm đồng hoàng đế là Pupienus và Balbinus, dù họ đã sớm buộc phải chọn đứa trẻ Gordianus III cùng làm hoàng đế trước sức ép từ các phe phái đối lập trong Viện Nguyên lão. Không giống với tình hình năm 161 như trường hợp của Marcus Aurelius và Lucius Verus, cả hai vị hoàng đế đều được bầu làm Pontifices Maximi, trưởng tư tế chính của giáo phái. Điều này là không tưởng trong thời kỳ Cộng hòa.
Balbinus có lẽ lúc này đã vào độ tuổi thất thập cổ lai hy: khả năng trị vì của ông thì không rõ, ngoại trừ có lẽ rằng ông là một nghị viên cấp cao, giàu có và có mối quan hệ rộng. Trong khi Pupienus hành quân đến Ravenna, nơi ông giám sát chiến dịch chống lại Maximinus, thì Balbinus vẫn còn ở lại Roma nhưng đã thất bại trong việc giữ gìn trật tự trị an ở thủ đô. Các nguồn tài liệu đều cho rằng sau khi Pupienus chiến thắng trở về sau cái chết của Maximinus, Balbinus đã sớm nghi ngờ là Pupienus muốn thay thế ông, căng thẳng đôi bên bắt đầu nên ít lâu sau thì họ chuyển đến sống trong các khu riêng biệt trong hoàng cung. Điều này có nghĩa rằng họ đều lo ngại những thành phần bất mãn trong đám Cấm vệ quân Praetorian Guard, vốn đã phật ý khi phụng sự dưới quyền hoàng đế đã được Viện Nguyên lão bổ nhiệm rồi giờ đây định âm mưu giết họ. Pupienus đã nhận thấy mối đe dọa này nên xin Balbinus cho gọi đội vệ binh người German của ông về triều trừ diệt phản tặc. Balbinus vì ngờ rằng đó là một phần trong một âm mưu của Pupienus nhân cơ hội này sẽ ra tay ám sát ông nên đã từ chối, khi cả hai bắt đầu tranh luận thì đột nhiên đội Cấm vệ quân lập tức xông vào phòng, bắt giữ cả hai vị hoàng đế và kéo lê họ trở về trại lính của Cấm vệ quân để tra tấn và đâm chém dã man cho đến chết